# این روزها
این روزها دهمین آلبوم استودیویی احسان خواجه‌امیری است که ساعت ۱۳ روز یکشنبه ۲۷ آبان ۱۴۰۳ به صورت اینترنتی از کانال تلگرام این خواننده و پلتفرم‌های موسیقی منتشر شد. آهنگسازی تمامی ۸ قطعه این آلبوم را علیرضا افکاری بر عهده داشته است.
خواجه‌امیری حدود شش سال پس از آلبوم قبلی‌اش (شهر دیوونه)، آلبوم «این روزها» را در حالی منتشر کرد که هیچ‌یک از ترانه‌سرایان، آهنگسازان و تنظیم‌کنندگان آلبوم قبلی در آن حضور ندارند.
«این روزها» پس از «عاشقانه‌ها»، «پائیز، تنهایی» و «سی سالگی»، چهارمین آلبومی است که احسان خواجه‌امیری و علیرضا افکاری در آن همکاری کرده‌اند.

## عوامل آلبوم
| نقش                      | نام                                                                                      |
| ------------------------ | ---------------------------------------------------------------------------------------- |
| خواننده                  | احسان خواجه‌امیری                                                                         |
| آهنگساز                  | علیرضا افکاری                                                                            |
| ترانه‌سرایان              | اهورا ایمان، حسین غیاثی، میثم یوسفی، محمدسعید میرزایی                                    |
| تنظیم‌کنندگان             | بامداد امینی، امیربهادر دهقان، محمد رجبیان، هومن نامداری                                 |
| نوازندگان                | امید حجت، مهرداد عالمی، کیان دارات، حسن اکبریان، ابراهیم علوی، سجاد علیزاده، سامان معتمد |
| میکس و مسترینگ           | محمد فلاحی                                                                               |
| طراح گرافیک و تایپوگرافی | محمد یعقوبخانی                                                                           |
| عکاسی                    | محسن متفکریان، معین هاشمی‌نسب                                                             |
| تهیه‌کننده                | احسان خواجه‌امیری                                                                         |
| مدیر تولید               | میثم خلفی                                                                                |
| مدیر اجرایی              | نیما بیک                                                                                 |
| ناشر                     | آوای فروهر                                                                               |

## لیست آهنگ‌ها
| شماره      | نام                       | سراینده          | آهنگساز       | تنظیم           | مدت   |
| ---------- | ------------------------- | ---------------- | ------------- | --------------- | ----- |
| ۱.         | «بارون خیابونا رو می‌بنده» | اهورا ایمان      | علیرضا افکاری | بامداد امینی    | ۰۳:۳۹ |
| ۲.         | «این روزها»               | حسین غیاثی       | علیرضا افکاری | امیربهادر دهقان | ۰۳:۴۷ |
| ۳.         | «تماشایی»                 | حسین غیاثی       | علیرضا افکاری | بامداد امینی    | ۰۲:۴۳ |
| ۴.         | «چیزی نخواست»             | میثم یوسفی       | علیرضا افکاری | بامداد امینی    | ۰۴:۰۱ |
| ۵.         | «دیدنی نیست»              | اهورا ایمان      | علیرضا افکاری | امیربهادر دهقان | ۰۳:۲۹ |
| ۶.         | «تنها ماندم»              | محمدسعید میرزایی | علیرضا افکاری | محمد رجبیان     | ۰۳:۵۶ |
| ۷.         | «میشه برگردی»             | حسین غیاثی       | علیرضا افکاری | امیربهادر دهقان | ۰۲:۳۴ |
| ۸.         | «مرهم»                    | حسین غیاثی       | علیرضا افکاری | هومن نامداری    | ۰۳:۴۹ |
| مجموع مدت: | مجموع مدت:                | مجموع مدت:       | مجموع مدت:    | مجموع مدت:      | ۲۷:۵۸ |